# Camillea
Camillea is een geslacht van schimmels dat behoort tot de familie Graphostromataceae. De typesoort is Camillea leprieurii. Gezamenlijk hebben de soorten in het geslacht een wijdverbreide verspreiding, maar komen vooral voor in tropische gebieden. Vruchtlichamen van Camillea-soorten hebben de neiging cilindrisch van vorm te zijn. Het geslacht werd oorspronkelijk beschreven door de Zweedse mycoloog Elias Magnus Fries in zijn werk Summa vegetabilium Scandinaviae uit 1849.

## Soorten
Volgens Index Fungorum telt het geslacht 44 soorten (peildatum december 2022):
| Soortnaam               | Auteur(s)                                              | Publicatiejaar |
| ----------------------- | ------------------------------------------------------ | -------------- |
| Camillea amazonica      | Læssøe, J.D. Rogers & Whalley                          | 1989           |
| Camillea bilabiata      | Speg.                                                  | 1889           |
| Camillea broomeana      | (Berk. & M.A. Curtis) Læssøe, J.D. Rogers & Whalley    | 1989           |
| Camillea campinensis    | Viégas                                                 | 1944           |
| Camillea coroniformis   | J.D. Rogers, F. San Martín & Y.M. Ju                   | 2002           |
| Camillea cyclisca       | (Mont.) Læssøe, J.D. Rogers & Whalley                  | 1989           |
| Camillea cyclops        | Mont.                                                  | 1856           |
| Camillea deceptiva      | Læssøe, J.D. Rogers & Whalley                          | 1989           |
| Camillea flosculosa     | (Starbäck) Læssøe, J.D. Rogers & Whalley               | 1989           |
| Camillea fossulata      | (Mont.) Læssøe, J.D. Rogers & Whalley                  | 1989           |
| Camillea fusiformis     | M.A. Whalley                                           | 1995           |
| Camillea gigaspora      | (Massee) Læssøe, J.D. Rogers & Whalley                 | 1989           |
| Camillea guzmanii       | F. San Martín & J.D. Rogers                            | 1993           |
| Camillea hainesii       | (J.D. Rogers & Dumont) Læssøe, J.D. Rogers & Whalley   | 1989           |
| Camillea heterostoma    | (Mont.) Læssøe, J.D. Rogers & Whalley                  | 1989           |
| Camillea hyalospora     | (Pat.) J.D. Rogers, Læssøe & Lodge                     | 1991           |
| Camillea labellum       | Mont.                                                  | 1855           |
| Camillea labiatirima    | J.D. Rogers, F. San Martín & Y.M. Ju                   | 2002           |
| Camillea leprieurii     | (Mont.) Mont.                                          | 1855           |
| Camillea luzonensis     | Lloyd                                                  | 1924           |
| Camillea macromphala    | (Mont.) Cooke                                          | 1884           |
| Camillea macrospora     | (J.H. Mill.) Hastrup & Læssøe                          | 2009           |
| Camillea magnifica      | F. San Martín & J.D. Rogers                            | 1993           |
| Camillea malaysiensis   | M.A. Whalley                                           | 1999           |
| Camillea mexicana       | F. San Martín & J.D. Rogers                            | 1993           |
| Camillea mucronata      | Mont.                                                  | 1855           |
| Camillea obularia       | (Fr.) Læssøe, J.D. Rogers & Lodge                      | 1991           |
| Camillea oligoporus     | Læssøe, J.D. Rogers & Whalley                          | 1989           |
| Camillea ovalispora     | Hastrup & Læssøe                                       | 2009           |
| Camillea patouillardii  | Læssøe, J.D. Rogers & Whalley                          | 1989           |
| Camillea pila           | Lloyd                                                  | 1924           |
| Camillea punctidisca    | (J.D. Rogers) Læssøe, J.D. Rogers & Whalley            | 1989           |
| Camillea punctulata     | (Berk. & Ravenel) Læssøe, J.D. Rogers & Whalley        | 1989           |
| Camillea sagrana        | (Mont.) Berk. & M.A. Curtis                            | 1854           |
| Camillea scriblita      | (Mont.) Læssøe, J.D. Rogers & Whalley                  | 1989           |
| Camillea selangorensis  | M.A. Whalley, Whalley & E.B.G. Jones                   | 1996           |
| Camillea signata        | (S.C. Jong & C.R. Benj.) Læssøe, J.D. Rogers & Whalley | 1989           |
| Camillea stellata       | Læssøe, J.D. Rogers & Whalley                          | 1989           |
| Camillea texensis       | J.D. Rogers & Lar.N. Vassiljeva                        | 2008           |
| Camillea tinctor        | (Berk.) Læssøe, J.D. Rogers & Whalley                  | 1989           |
| Camillea unistoma       | Hastrup & Læssøe                                       | 2009           |
| Camillea venezuelensis  | (J.H. Mill.) Dennis                                    | 1970           |
| Camillea verruculospora | J.D. Rogers, Læssøe & Lodge                            | 1991           |
| Camillea williamsii     | Lloyd                                                  | 1924           |